# Palazzo Comunale (Nepi)
Il Palazzo Comunale di Nepi, fu iniziato nel 1542 da Antonio da Sangallo il Giovane e terminato solamente nel 1744 da Michele Locatelli. L'edificio sorge sull'omonima piazza, principale punto nevralgico della città.

## Storia

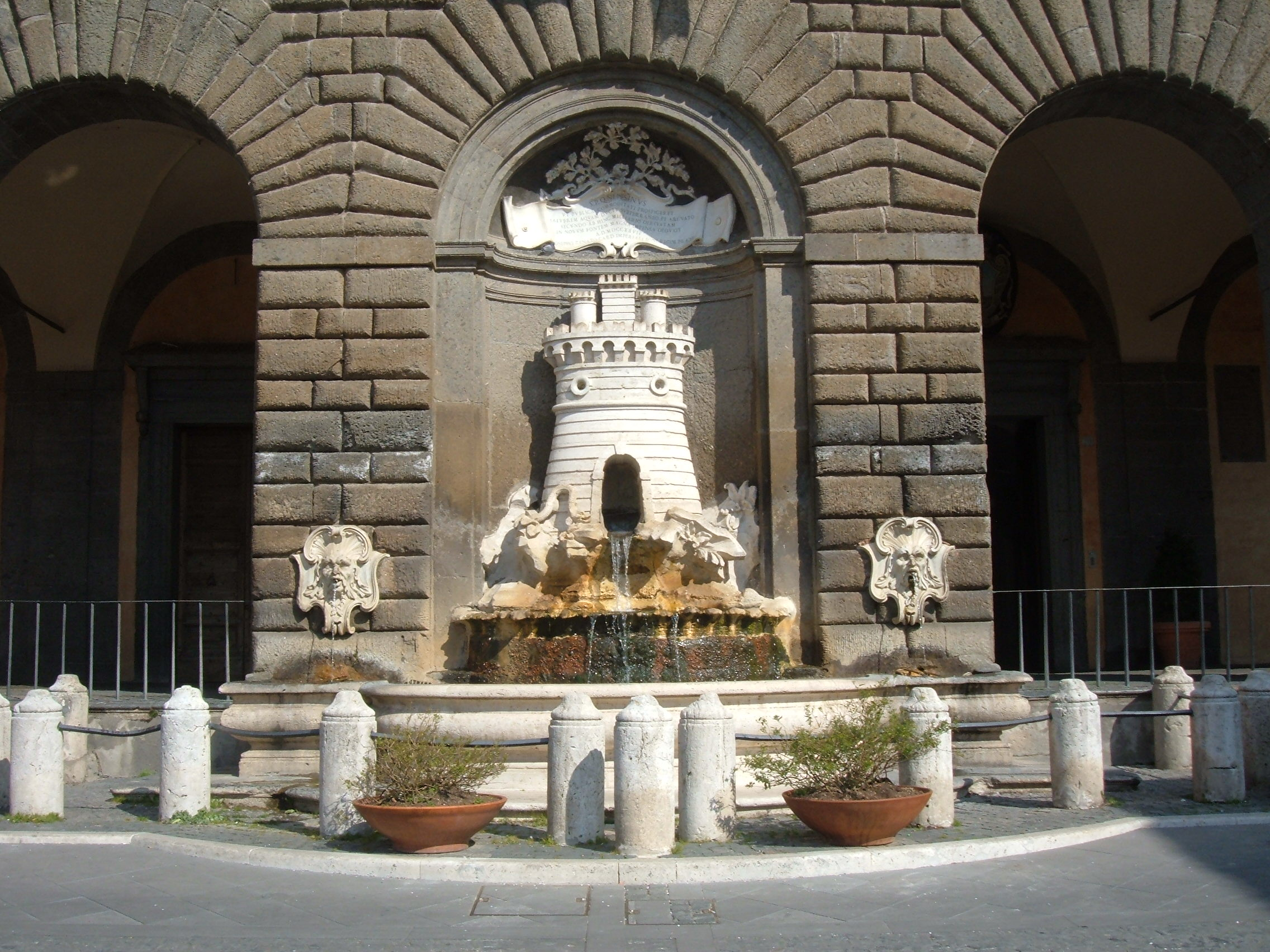
La fontana nell'arcata centrale del portico del Palazzo Comunale, scolpita nel travertino da Filippo Brigioni nel 1727

### Le origini: dal Patto Comunale (1131) al periodo farnesiano
L'originaria sede comunale, si trovava in quella che in passato era la principale piazza della città, chiamata all'epoca Piazza Santa Maria, corrispondente all'attuale Piazza Verdi, oggi modesto slargo posto lungo via del Corso. Nella conformazione urbanistica dell'abitato medievale, questa piazza si trovava al centro di importanti convergenze viarie. L'attigua via della Colonnette detta all'epoca "Lo Curso" (il corso, qui infatti si svolgevano le corse podistiche e degli animali nei giorni di festa) metteva in comunicazione lo slargo con la Rocca, centro del potere militare e successivamente della signoria. Altre vie a raggera da qui si dipartivano, raggiungendo tutti gli altri quartieri, caratterizzati da strette viuzze e da modeste piazzette e da questi proseguivano verso gli altri quartieri periferici, staccati da quello principale, posti a ridosso delle altre porte di accesso secondarie o delle Chiese dislocate lungo lo sperone tufaceo. L'antica piazza del Comune insisteva nell'area del Foro Romano, proprio in segno di continuità storica. La presenza della Cattedrale e dell'attiguo Palazzo Vescovile, sedi del potere spirituale, andava a completare quello che è il quadro della società medievale: I due poteri di riferimento (Spirituale e Temporale), affiancati benché distinti. Nel 1131 Nepi si costituì Libero Comune. A ricordo esiste ancora un'epigrafe, in cui è riportato il Primo Patto comunale, conservata sotto il portico della Cattedrale. L'originario palazzo Comunale non doveva essere molto grande. Sappiamo che disponeva di una sala maggiore per le riunioni e di altri vani. Nel 1476 fu eseguito il rifacimento del tetto.

### Il periodo farnesiano (1537 - 1549)
Nel 1537 il Ducato di Nepi venne ceduto da papa Paolo III Farnese a suo figlio Pierluigi, insieme con altri territori a formare il Ducato di Castro. Nel decennio di dominio di questa potente famiglia ( 1537 - 1545 ) per Nepi si avviarono importanti ed imponenti opere urbanistiche ed architettoniche. Sembra che alcune vecchie costruzioni fossero demolite per fare spazio a nuovi edifici che i primi disegni furono di Jacopo Barozzi da Vignola. I nuovi bastioni difensivi, le fondamenta della Chiesa di San Tolomeo e la creazione di una nuova rete viaria composta da vie larghe e regolari, aperte ex novo o dove questo non era possibile, sventrando i quartieri medievali. Il progetto venne redatto dall'architetto Antonio da Sangallo il Giovane. In questa operazione di ampliamento delle vie urbane, rientrò anche la strada che da Piazza Santa Maria giungeva alla piazzetta di Sant'Eleuterio, posta nella parte più alta dell'abitato. Questa nuova arteria sarebbe divenuta la via principale della città, l'attuale Corso Matteotti, in passato detta Via del Foro. Venne deciso di ampliare lo slargo di fronte alla chiesetta di Sant'Eleuterio e di concentrare in quest'area i palazzi del potere civile. Il 7 dicembre del 1542 venne solennemente posta la prima pietra del nuovo palazzo "della Comunità". Diressero i lavori gli architetti Benedetto Torchiarino e Andrea da Fiorenzuola. Supervisore fu Battista da Sangallo, fratello di Antonio. Verso la fine del 1545 i Farnese lasciarono Nepi, in cambio del Ducato di Parma e Piacenza. I nepesini chiesero quindi al pontefice di restare comunque sotto l'egida della famiglia Farnese, che tanto si era operata per la città. Il Papa fu molto lieto di questo e investì della signoria, suo nipote, il card. Alessandro Farnese. I lavori continuarono celermente, e si può supporre che prima della morte di Papa Paolo III, il tetto fosse gettato. Il palazzo risultava quindi essere ad un piano. A piano terra il portico bugnato, rialzato su un basso podio ed alcuni vani di varia taglia. Al centro della facciata venne innalzata una piccola torretta, dove fu posto l'orologio e la campana civica. Vi furono quindi trasferiti tutti gli uffici comunali dalla vecchia sede, che fu venduta a privati. In questo stato di incompletezza rimase il palazzo per due secoli.

### Il completamento (XVIII secolo)
Nel 1727, a seguito del completamento dell'acquedotto, nell'arcata centrale del portico, vi fu inserita una mostra d'acqua, raffigurante lo stemma della città. La fontana venne scolpita nel travertino da Filippo Barigioni. Nel 1743 la Sacra Congregazione del Buon Governo autorizza il Comune di Nepi a procedere al completamento dell'edificio. Viene incaricato l'architetto Michele Locatelli di redigere il progetto. I lavori cominciano effettivamente l'anno successivo. Ma osteggiatissimo fu il progetto proposto dall'architetto. Egli infatti proponeva una facciata dalle volumetrie alquanto mosse, che indietreggiando i fianchi del piano superiore e lasciavano coperti a terrazza le coperture delle arcate esterne del portico, creava così al centro un volume avanzato verso la piazza, quasi una torre/emblema della città. La problematica delle infiltrazioni di umidità nei piani sottostanti, fu il motivo "pratico" per cui il Locatelli dovette elaborare un secondo progetto, consistente in una facciata piatta, che copriva interamente il portico. Da questo scaturì una controversia tra progettista e il Comune di Nepi che si protrasse fino al 1754. L'architetto volle essere retribuito per entrambi i progetti.

### Gli interventi successivi

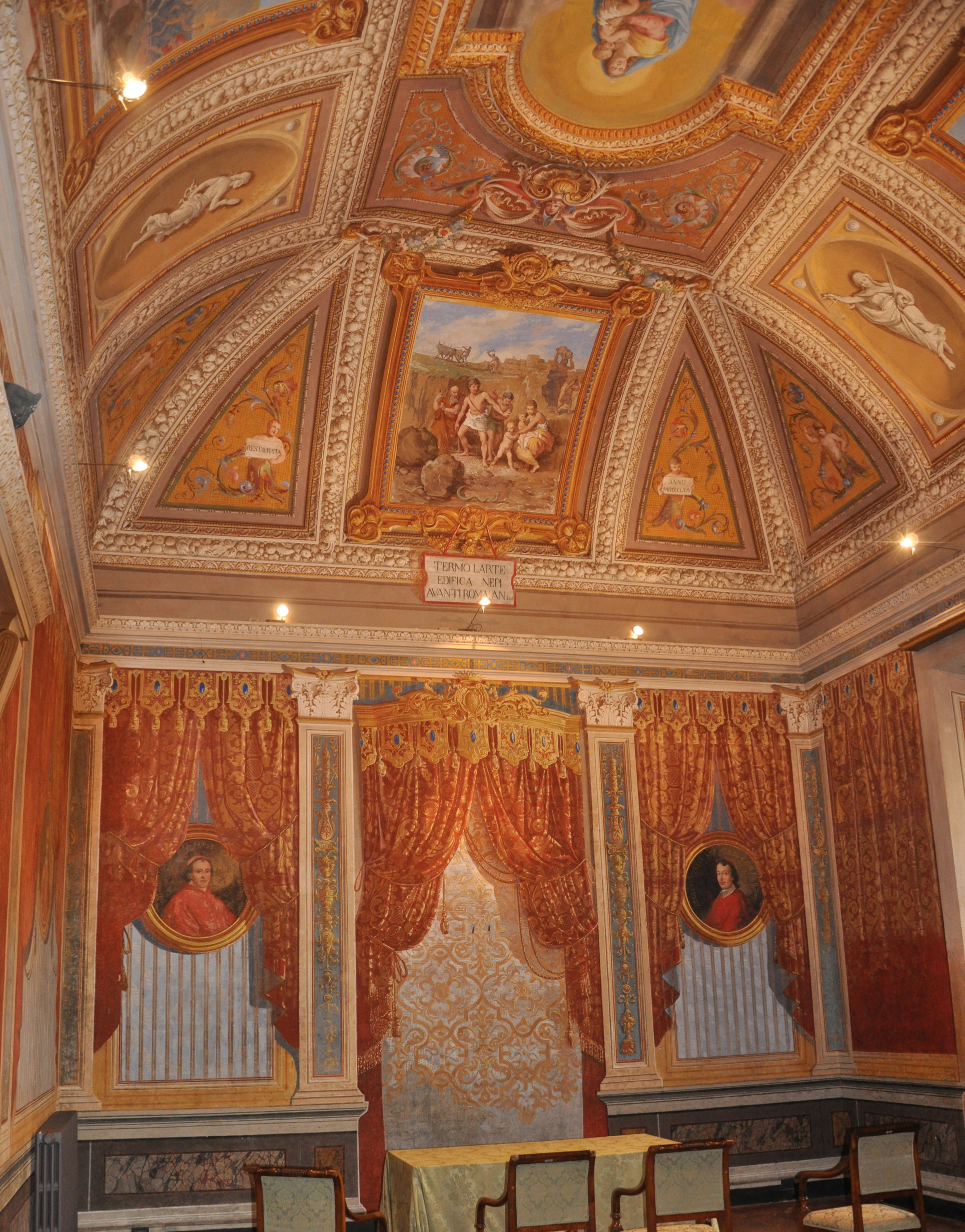
La Sala Nobile del Palazzo Comunale, decorata dal ciclo di affreschi realizzati nel 1870 da Ludovico De Mauro e da Domenico Torti, raffiguranti scene della storia della città e i personaggi illustri

Nei secoli successivi il palazzo comunale fu più volte adeguato alle esigenze che via via si presentavano. Nel XIX secolo fu anche sede della Pretura e dell'archivio Notarile. Le riunioni consiliari si svolgevano in origine al piano terra, all'interno della cosiddetta "Sala Nobile", e non di rado nella stagione estiva, all'aperto sotto le arcate del portico. Nel 1845, venne creato un mezzanino tra il piano terra e il primo piano insieme alla realizzazione della scala in peperino, tuttora in sito. Al primo piano, la grande sala, oggi detta Consigliare, era invece in origine pensata per ospitare il teatro comunale e in alcune occasioni come sala da ballo. I locali attigui avevano funzione residenziale. A metà del secolo XIX, la Sala Nobile del piano terra, venne affrescata da Domenico Torti e da Ludovico De Mauro (che contemporaneamente stava affrescando l'interno della Cattedrale), con scene della storia della Città e ritratti di cittadini illustri.

## Architettura

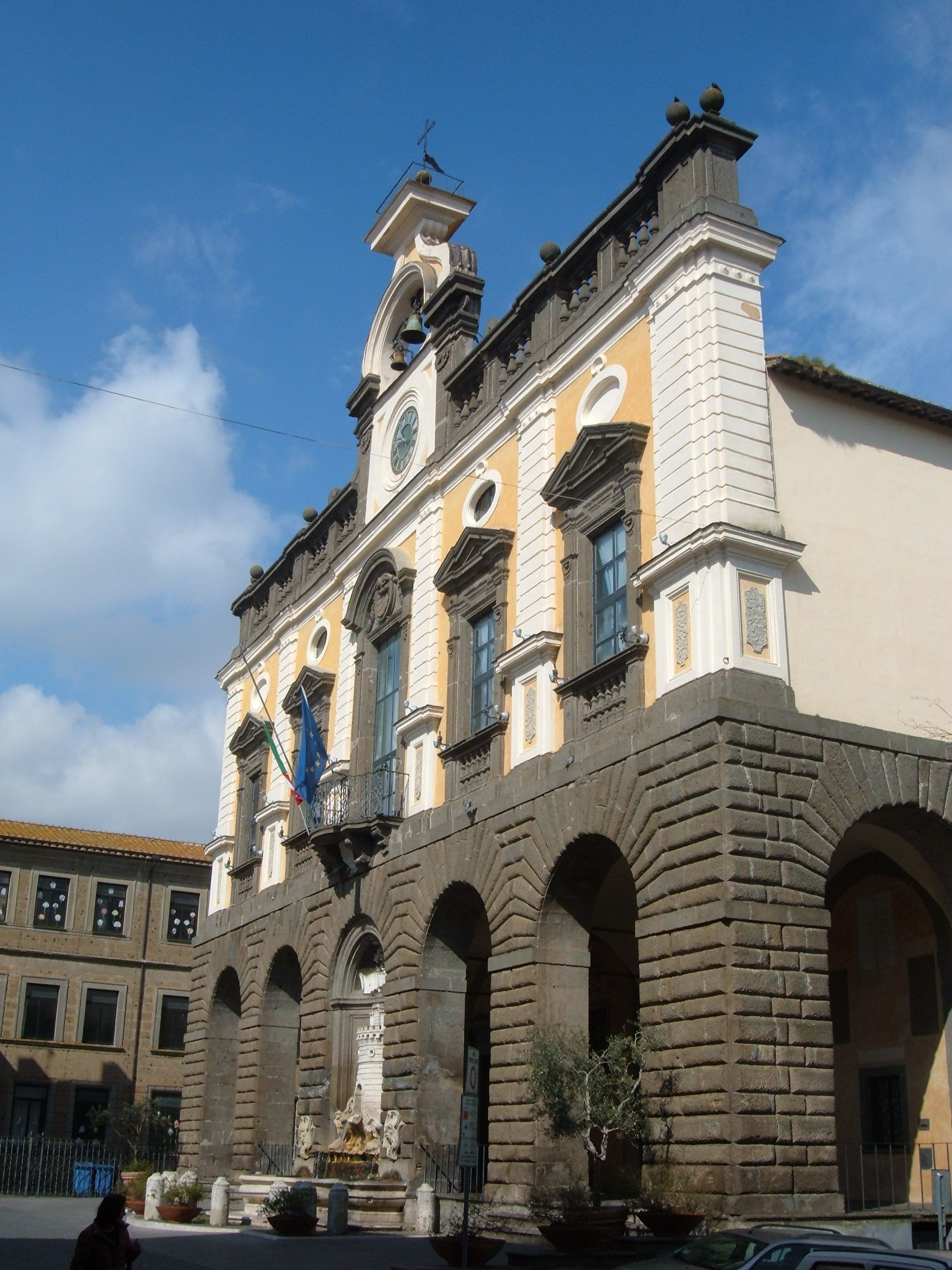
La facciata del Palazzo

La facciata del palazzo Comunale prospetta sull'elegante omonima piazza, progettata anch'essa da Antonio da Sangallo il Giovane. La pizza di forma rettangolare, ha proprio nel palazzo, la sua chiusura scenografica. Gli elementi tardo-barocchi, contrastano e dinamizzano le forme dell'architettura sangallesca che delimitano l'intero spazio. La parte inferiore dell'edificio, caratterizzata da un possente bugnato in peperino è abbellita da un portico rialzato su di un basso podio, unica parte realizzata del progetto del Sangallo. Al centro la fontana, scolpita in travertino da Filippo Barigioni (Roma, 1672 – 1753) nel 1727 come mostra dell'acquedotto appena completato. Essa raffigura lo stemma stesso del Comune di Nepi, una torre ai cui piedi si attorciglia un serpente. L'ordine superiore dell'edificio, completato in epoca tardo-barocca, è caratterizzato dall'ampia balconata centrale e dalle finestre con eleganti cornici sempre in peperino. Le paraste a stucco simulano il travertino e danno il ritmo alla partitura architettonica. A coronamento la torretta con l'orologio e la campana civica. Ai lati un'ariosa balaustra.

## Il Museo Civico
Nel seminterrato del Palazzo Comunale si trovava il Museo Civico della Città di Nepi, dal 2014 trasferito nella nuova e più ampia sede di Via Falisca, ossia nel seminterrato dell'adiacente palazzo della Scuola Elementare. Esso è composto da una collezione di diversi oggetti (soprattutto corredi funebri) provenienti da siti archeologici del territorio nepesino, di epoca falisca, romana e medievale. Interessante la sezione dedicata alle ceramiche e agli apparati decorativi, trovati durante gli interventi di restauro della Rocca Borgiana.